# Werchnjaja Chawa
Werchnjaja Chawa (russisch Ве́рхняя Ха́ва) ist ein Dorf (selo) in der Oblast Woronesch (Russland) mit 8154 Einwohnern (Stand 14. Oktober 2010).

## Geographie
Das Dorf liegt gut 50 Kilometer Luftlinie nordöstlich der Oblasthauptstadt Woronesch am Oberlauf des namensgebenden Flusses Chawa, der über den Usman zum Woronesch abfließt.
Werchnjaja Chawa ist Verwaltungszentrum des Rajons Werchnechawski sowie Sitz der Landgemeinde Werchnechawskoje selskoje posselenije, zu der außerdem die Dörfer Bogoslowka (8 km östlich), Mokruscha (7 km südöstlich), Talowaja (4 km südlich) und Wassiljewka Perwaja (13 km südöstlich) sowie die Siedlung (possjolok) Tschernjachi (4 km nordöstlich) gehören.

## Geschichte
Der Ort wurde erstmals 1690 urkundlich erwähnt. Seine Bezeichnung nach dem Fluss steht für „Obere Chawa“. Ab 1727 gehörte es zum Ujesd Woronesch des Gouvernements Woronesch (zwischen 1779 und 1796 Statthalterschaft Woronesch) und wurde Sitz einer Wolost.
1923 kam Werchnaja Chawa noch zum vergrößerten, vom Gouvernement Tambow an das Gouvernement Woronesch übergebenen Ujesd Usman, bevor es am 30. Juli 1928 wurde Verwaltungssitz eines nach ihm benannten Rajons wurde. Von 1963 bis 1965 war der Rajon vorübergehend aufgelöst.

### Bevölkerungsentwicklung
| Jahr | Einwohner |
| ---- | --------- |
| 1897 | 4940      |
| 1939 | 7047      |
| 1959 | 5708      |
| 1970 | 6727      |
| 1979 | 8186      |
| 1989 | 8937      |
| 2002 | 7980      |
| 2010 | 8154      |

Anmerkung: Volkszählungsdaten

## Verkehr
In Werchnjaja Chawa befindet sich die Station Chawa bei Kilometer 26 der 1897 eröffneten Bahnstrecke von der Station Grafskaja (bei der Siedlung Krasnolesny) der Strecke Moskau – Woronesch – Rostow am Don nach Anna.
Durch den Ort verläuft die Regionalstraße 20K-W19, eine Querverbindung zwischen der westlich verlaufenden 20K-W18 von Nowaja Usman zur Grenze der Oblast Lipezk (dort weiter nach Usman) und der 15 km südöstlich vorbeiführenden föderalen Fernstraße R193 von Woronesch nach Tambow.